# Гандельман, Лео
Леонард Гандельман (10 августа 1956 года, Рио-де-Жанейро, Бразилия) — бразильский саксофонист, композитор и продюсер. Играл с Лулу Сантосом, участвовал в записи сингла Televisão группы Titãs. Также известен как создатель саундтреков для бразильских телесериалов и фильмов. Выступал на таких фестивалях, как Hollywood Rock и джазовый фестиваль в Монтрё. В течение 15 лет подряд Jornal do Brasil признавал его лучшим бразильским инструменталистом.  

## Биография
Гандельман родился 10 августа 1956 года в Рио-де-Жанейро в семье пианистки и дирижёра. В возрасте 15 лет он выступил как солист Бразильского симфонического оркестра на Concertos da Juventude. Учился в музыкальном колледже Беркли в США, и, вернувшись в Бразилию в 1979 году, начал профессиональную карьеру. Сначала выступал в составах ансамблей, а с 1987 года — сольно.
Принял участие в более чем 800 записях. За время сольной карьеры выпустил десять альбомов, разошедшихся общим числом более 500 000 копий. Основными источниками его вдохновения были бразильская музыка и джаз. 
Его диск «Radamés e o Sax» получил премию TIM в 2007 году как «Лучший инструментальный альбом».
В конце 2008 года выпустил диск «Sabe Você» с участием Каэтану Велозу, Шику Буарки, Милтона Насименту, Луисом Мелодиа, Лени Андраде, Неем Матогроссо и Лейлой Пинейру.
В 2009 году участвовал в «Moscow City Jazz Festival».
В 2010 году, гастролируя со своим квартетом, посетил Россию и Испанию.

## Дискография
Альбомы
- 1987 — Leo Gandelman
- 1989 — Ocidente (Western World)
- 1990 — Solar
- 1993 — Made In Rio
- 1994 — Minha História — Sucessos de Leo Gandelman
- 1997 — Pérolas Negras
- 1998 — O Melhor de Leo Gandelman
- 1999 — Brazilian Soul
- 2002 — Leo Gandelman ao Vivo
- 2005 — Lounjazz
- 2006 — Radamés e o Sax
- 2008 — Sabe Você
- 2012 — VIP VOP